# Leucosolenia eleanor
Leucosolenia eleanor är en svampdjursart som beskrevs av Urban 1905. Leucosolenia eleanor ingår i släktet Leucosolenia och familjen Leucosoleniidae. Inga underarter finns listade i Catalogue of Life.